# Челющевичский сельсовет
Челющевичский сельсовет — административная единица на территории Петриковского района Гомельской области Республики Беларусь. Административный центр — агрогородок Челющевичи.

## Состав
Челющевичский сельсовет включает 6 населённых пунктов:
- Великое Поле — деревня
- Другая Слободка — деревня
- Дуброва — деревня
- Залесье — деревня
- Красная Горка — деревня
- Челющевичи — агрогородок